# Кафка на пляжі
«Кафка на пляжі» (яп. 海辺のカフカ Умібе но Кафука) — дев'ятий роман японського письменника Харукі Муракамі, виданий 2002 року.
Включений до списку 10 найкращих романів 2005 року The New York Times і нагороджений Всесвітньою премією фентезі.
Книга містить 49 глав.

## Сюжет
У центрі твору — дві долі, підлітка Кафки Тамура, який втік з дому від похмурого пророцтва свого батька, і старого Накати. На дивовижні долі героїв, жителів Японії другої половини XX століття, впливають пророцтва, посланці потойбічного світу і… кішки.
Юнак на прізвище Тамура, на прізвисько Ворон, у день свого п'ятнадцятиріччя тікає з дому через складні стосунки з батьком. Той ще в дитинстві висловив пророцтво, яке перегукується з грецьким міфом про Едіпа, що його син буде жити з матір'ю і сестрою (вони пішли із сім'ї, коли хлопчик мав 4 роки) і вб'є свого батька. Виїхавши з Токіо (район Накано), він опиняється в місті Такамацу на півдні Японських островів і бере собі нове ім'я — Кафка.
Паралельно розвивається сюжет про Накату — чоловіка, який у кінці 1940-х років, ще хлопчиком, виявився свідком приземлення іншопланетного літального апарата, після чого отримав низку паранормальних здібностей, проте заплатив за це хронічним відставанням у розумовому розвитку. В описуваний час він теж живе в Накано, отримуючи невелику пенсію з інвалідності. Крім кішок, з якими він може спілкуватися так легко, як звичайні люди — між собою, він не має ні друзів, ні близьких. Завдяки своєму унікальному дару Наката може розшукати на вулиці кішку, яка втекла з дому, і виконання таких завдань забезпечує чималу частину його заробітку.
У Такамацу Кафка Тамура зустрічає людей, які сприяють йому — хлопця Осиму, директора приватної бібліотеки Саекі-сан і дівчину Сакуру. Він закохується в Саекі-сан, хоча й вважає її своєю матір'ю, а Сакуру — своєю сестрою.
Наката випадково вбиває батька Тамури, мисливця на кішок, який називає себе «Джонні Вокер», і в цей же час Кафка приходить до тями в парку, забруднений кров'ю.
Наката починає довгий шлях з Токіо в Такамацу, а Кафка розбирається в дивовижних перипетіях долі Саекі-сан. За велінням потойбічних сил, Наката відкриває прохід у невідомий світ, і через цей прохід Кафка потрапляє в поселення поза часом, де зустрічає людей, які залишили цей світ. Проте він вибирає реальність, прохід закривається, а Наката вмирає. Помирає і Саекі-сан.
Кафка Тамура не уникнув пророцтва батька, проте знаходить свій шлях у житті і повертається до Токіо.

## Герої роману

### Головні герої
Кафка Тамура — підліток із Токіо, Нагано. У дитинстві його мати залишила сім'ю і пішла разом з сестрою. З батьком практично не спілкувався.
Сатору Наката — недоумкуватий старий, який не вміє читати й писати, але володіє надприродними здібностями: спілкуватися з кішками (згодом втратив цю здатність), лікувати людей (вилікував спину далекобійника Хосіно), передбачати майбутнє (падіння риби і п'явок з неба).

### Інші герої
Ошіма — працівник бібліотеки, який подружився з Тамурою і допомагав йому. Є трансгендерним чоловіком.
Саекі-сан — управителька бібліотеки, яка в молодості пережила смерть коханого, після чого закрилася" в собі, написала пісню «Кафка на пляжі» і книгу про людей, які пережили удар блискавкою.
Хошіно — далекобійник, випадково на стоянці зустрів Накату і став йому допомагати.